# Табапуан
Табапуан (порт. Tabapuã) — муниципалитет в Бразилии, входит в штат Сан-Паулу. Составная часть мезорегиона Сан-Жозе-ду-Риу-Прету. Входит в экономико-статистический микрорегион Катандува. Население составляет 10 886 человек на 2006 год. Занимает площадь 345,603 км². Плотность населения — 31,5 чел./км².

## Статистика
- Валовой внутренний продукт на 2003 составляет 177.994.529,00 реалов (данные: Бразильский институт географии и статистики).
- Валовой внутренний продукт на душу населения на 2003 составляет 16.625,68 реалов (данные: Бразильский институт географии и статистики).
- Индекс развития человеческого потенциала на 2000 составляет 0,771 (данные: Программа развития ООН).